# Initiative populaire « pour la protection de l'être humain contre les techniques de reproduction artificielle »
L'initiative populaire « Pour la protection de l'être humain contre les techniques de reproduction artificielle » dite « initiative pour une procréation respectant la dignité humaine », est une initiative populaire suisse, rejetée par le peuple et les cantons le 12 mars 2000.

## Contenu
L'initiative propose d'ajouter un article 24decies à la Constitution fédérale interdisant la procréation artificielle afin d'« assurer la protection de la dignité humaine, de la personnalité et de la famille ».
Le texte complet de l'initiative peut être consulté sur le site de la Chancellerie fédérale.

## Déroulement

### Contexte historique
En 1987, l'organisation de protection des consommateurs Der Schweizerische Beobachter lance une initiative « contre l'application abusive des techniques de reproduction et de manipulation génétique à l'espèce humaine » ; lors du traitement de celle-ci, le Conseil fédéral reconnait que la médecine de la reproduction et le génie génétique ne font alors pas l'objet d'une législation particulière et lui oppose un contre-projet direct sous la forme d'une modification constitutionnelle créant un article sur la procréation assistée et le génie génétique, qui interdit en particulier la maternité de substitution et le don d'embryons ; ce contre projet satisfaisant leur demande, les initiants décident alors de retirer leur texte
Devant ce retrait, deux autres groupes distincts lancent deux initiatives visant à limiter plus sévèrement le champ d'application que ne le propose le contre-projet ; outre la présente initiative une seconde intitulée « « pour la protection de la vie et de l'environnement contre les manipulations génétiques » est ainsi déposée à la fin de l'année 1992 avec pour objectif de fortement limiter l'utilisation et la création d'organismes génétiquement modifiés ; cette initiative sera rejetée en votation le 7 juin 1998
Le 17 mai 1992, le nouvel article 24novies est accepté en votation populaire. À la suite de ce vote, le Conseil fédéral mandate une commission pour déterminer le besoin d'une loi spécifique sur le génie génétique ; suivant en cela le rapport de cette commission, le gouvernement décide de ne pas partir dans cette voie, mais plutôt d'adapter la législation en vigueur pour y inclure les éléments manquants.

### Récolte des signatures et dépôt de l'initiative
La récolte des 100 000 signatures nécessaires débute le 24 novembre 1992. Le 18 janvier 1994, l'initiative est déposée à la Chancellerie fédérale, qui constate son aboutissement le 30 novembre.

### Discussions et recommandations des autorités
Le parlement et le Conseil fédéral recommandent tous deux le rejet de cette initiative. Dans son message aux Chambres fédérales, le Conseil fédéral juge disproportionnée l'interdiction générale de conception hors du corps de la femme voulue par cette initiative, au regard du principe fondamental de la liberté personnelle.
Le Conseil fédéral propose, sous la forme d'un contre-projet indirect, un projet de loi d'exécution sur la
procréation médicalement assistée, acceptée par le Parlement le 18 décembre 1998, sans qu'un référendum ne soit demandé. Cette loi subordonne la pratique de la procréation assistée à une autorisation et met en place un système de surveillance des médecins pratiquant ces interventions ; elle précise également les conditions dans lesquelles une fécondation in vitro peut être autorisée et donne aux personnes nées à la suite d’un don de sperme le droit de connaître l'identité du donneur.
Les recommandations de vote des partis politiques sont les suivantes : 
| Parti politique              | Recommandation  |
| ---------------------------- | --------------- |
| Démocrates suisses           | oui             |
| Parti chrétien-social        | non             |
| Parti démocrate-chrétien     | non             |
| Parti évangélique            | non             |
| Parti libéral                | non             |
| Parti de la liberté          | non             |
| Parti radical-démocratique   | non             |
| Parti socialiste             | non             |
| Parti suisse du travail      | non             |
| Union démocratique du centre | non             |
| Union démocratique fédérale  | oui             |
| Les Verts                    | Liberté de vote |

### Votation
Le 12 mars 2000, l'initiative est refusée par la totalité des 20 6/2 cantons et par 71,8 % des suffrages exprimés. Le tableau ci-dessous détaille les résultats par canton pour ce vote :